# Taktikon de l'Escorial
El Taktikon de l'Escorial o Taktikon Ikonomidis (nom pres de Nikólaos Ikonomidis, un bizantinista que en va ser el primer editor), és una llista de càrrecs i títols de l'Imperi Romà d'Orient escrit a Constantinoble cap als anys 971-975 o potser entre el 975 i el 979. Aquesta llista enumera, entre altres coses, els noms dels estrategs de la frontera oriental de l'Imperi quan hi va haver les Guerres arabo-romanes i menciona una sèrie de funcions judicials (Tesmofilax, censor, mistograf, exactor, hipatos).